# Campionati tedeschi di sci alpino 2002
I Campionati tedeschi di sci alpino 2002 si sono svolti a Saalbach-Hinterglemm (in Austria) e a Zwiesel dal 19 al 26 marzo. Il programma ha incluso gare di discesa libera, slalom gigante e slalom speciale, tutte sia maschili sia femminili.
Trattandosi di competizioni valide anche ai fini del punteggio FIS, vi hanno partecipato anche sciatori di altre federazioni, senza che questo consentisse loro di concorrere al titolo nazionale tedesco.

## Risultati

### Uomini

#### Discesa libera
| Pos. | Atleta                | Nazione     | Tempo   |
| ---- | --------------------- | ----------- | ------- |
| 1    | Max Rauffer           | Germania    | 1:20,01 |
| 2    | Manfred Gstatter      | Austria     | 1:20,48 |
| 3    | Christian Prassberger | Germania    | 1:20,66 |
| 4    | AJ Bear               | Australia   | 1:20,68 |
| 5    | Peter Strodl          | Germania    | 1:20,75 |
| 6    | Ross Green            | Regno Unito | 1:21,30 |
| 7    | Craig Branch          | Australia   | 1:21,47 |
| 8    | Florian Schneider     | Germania    | 1:21,71 |
| 9    | Stephan Keppler       | Germania    | 1:21,87 |
| 10   | Petr Záhrobský        | Rep. Ceca   | 1:22,55 |

Data: 19 marzo

Località: Saalbach-Hinterglemm

#### Slalom gigante
| Pos. | Atleta              | Nazione   | Tempo   |
| ---- | ------------------- | --------- | ------- |
| 1    | Alois Vogl          | Germania  | 1:46,32 |
| 2    | Petr Záhrobský      | Rep. Ceca | 1:46,77 |
| 3    | Markus Eberle       | Germania  | 1:46,94 |
| 4    | Andreas Ertl        | Germania  | 1:47,17 |
| 5    | Stanley Hayer       | Rep. Ceca | 1:47,59 |
| 6    | Philipp Schörghofer | Austria   | 1:47,87 |
| 7    | Markus Good         | Svizzera  | 1:47,96 |
| 8    | Christian Wanninger | Germania  | 1:47,97 |
| 9    | Arno Pechtl         | Austria   | 1:48,00 |
| 10   | Wolfgang Hörl       | Austria   | 1:48,05 |
| 10   | Stefan Kogler       | Germania  | 1:48,05 |

Data: 25 marzo

Località: Zwiesel

#### Slalom speciale
| Pos. | Atleta             | Nazione     | Tempo   |
| ---- | ------------------ | ----------- | ------- |
| 1    | Alois Vogl         | Germania    | 1:41,10 |
| 2    | Felix Neureuther   | Germania    | 1:41,20 |
| 3    | Christoph Dreier   | Austria     | 1:41,43 |
| 4    | Akira Sasaki       | Giappone    | 1:41,51 |
| 5    | Niki Fürstauer     | Libano      | 1:41,58 |
| 6    | Stefan Kogler      | Germania    | 1:41,79 |
| 7    | Jendrek Stanek     | Germania    | 1:41,80 |
| 8    | Rogier Oosterbaan  | Paesi Bassi | 1:41,81 |
| 9    | Martin Brandlhuber | Germania    | 1:41,85 |
| 10   | Jono Brauer        | Australia   | 1:41,88 |

Data: 26 marzo

Località: Zwiesel

### Donne

#### Discesa libera
| Pos. | Atleta               | Nazione   | Tempo   |
| ---- | -------------------- | --------- | ------- |
| 1    | Maria Riesch         | Germania  | 1:24,61 |
| 2    | Petra Haltmayr       | Germania  | 1:25,72 |
| 3    | Isabelle Huber       | Germania  | 1:26,43 |
| 4    | Regina Häusl         | Germania  | 1:26,91 |
| 5    | Jenny Owens          | Australia | 1:27,17 |
| 6    | Gabriela Martinovová | Rep. Ceca | 1:27,71 |
| 7    | Alexandra Kolier     | Germania  | 1:28,13 |
| 8    | Melanie Stich        | Germania  | 1:29,49 |
| 9    | Iris Kolier          | Germania  | 1:30,59 |
| 10   | Kathrin Hölzl        | Germania  | 1:30,85 |

Data: 19 marzo

Località: Saalbach-Hinterglemm

#### Slalom gigante
| Pos. | Atleta                   | Nazione  | Tempo   |
| ---- | ------------------------ | -------- | ------- |
| 1    | Petra Haltmayr           | Germania | 1:50,42 |
| 2    | Marlies Schild           | Austria  | 1:51,18 |
| 3    | Kumiko Kashiwagi         | Giappone | 1:51,66 |
| 4    | Noriyo Hiroi             | Giappone | 1:51,69 |
| 5    | Maria Riesch             | Germania | 1:51,71 |
| 6    | Kathrin Hölzl            | Germania | 1:51,90 |
| 7    | Christine Sponring       | Austria  | 1:52,14 |
| 8    | Stefanie Stemmer         | Germania | 1:52,31 |
| 9    | Karin Truppe             | Austria  | 1:52,36 |
| 10   | Christiane Mitterwallner | Austria  | 1:52,37 |

Data: 26 marzo

Località: Zwiesel

#### Slalom speciale
| Pos. | Atleta            | Nazione       | Tempo   |
| ---- | ----------------- | ------------- | ------- |
| 1    | Nika Fleiss       | Croazia       | 1:42,75 |
| 2    | Šárka Záhrobská   | Rep. Ceca     | 1:42,95 |
| 3    | Martina Ertl      | Germania      | 1:43,02 |
| 4    | Manuela Suitner   | Svizzera      | 1:43,13 |
| 5    | Claudia Riegler   | Nuova Zelanda | 1:43,17 |
| 6    | Monika Bergmann   | Germania      | 1:43,28 |
| 7    | Eva Walkner       | Austria       | 1:43,39 |
| 8    | Noriyo Hiroi      | Giappone      | 1:43,42 |
| 9    | Karin Truppe      | Austria       | 1:44,12 |
| 10   | Petra Zakouřilová | Rep. Ceca     | 1:44,23 |
| 11   | Stefanie Wolf     | Germania      | 1:44,48 |

Data: 25 marzo

Località: Zwiesel